# Ishaq ben Seset
Ishaq ben Seset Perfet (en hebreo: יצחק בן ששת, Barcelona, 1326-Argel, 1408) también conocido como Jaume de Valencia o por su acrónimo Rivash o Ribas (en hebreo: ריב"ש), fue un rabino y talmudista catalán del siglo XIV.

## Biografía
Nacido en una familia acomodada, estudió en la escuela talmúdica de Nissim Ben-Reuben Gerondi donde hizo amistad con Hasdai Crescas, también discípulo de Nissim. Hasta los cincuenta años vivió del comercio, actividad propia de su familia, a pesar de que, por su reputación recibía numerosas preguntas de todo el mundo. 
Rabino de las aljamas de Barcelona, en 1373 fue obligado a aceptar el nombramiento de rabino de Zaragoza cargo del cual fue desposeído en 1385, cuando se trasladó a Valencia. Después de los pogromos del verano de 1391, parece que fue forzado a bautizarse el 11 de julio de 1391, adoptando el nombre de Jaume de Valencia e ingresando en la Orden de los Dominicos.
Posteriormente se trasladó al norte de África, para morir en 1408 en Argel, donde se encuentra su tumba.

## Obras
Se conservan más de quinientas respuestas a cuestiones jurídicas y teológicas (responsas). Una nota común de sus respuestas es la ausencia de tono jurisprudencial, siendo escritas en lenguaje coloquial lleno de anécdotas.